# FDGB-Pokal 1978/79
Der Fußball-FDGB-Pokal 1978/79 war die 28. Auflage dieses Wettbewerbes. Vom Achtel- bis zum Halbfinale fanden wie im Vorjahr Hin- und Rückspiele statt.
Das Pokalgeschehen begann mit drei Qualifikationsspielen, an denen drei DDR-Ligisten und drei Bezirkspokalfinalisten beteiligt waren. Mit Dynamo Gera und Stahl Thale konnten sich zwei Bezirksvertreter durchsetzten.
In der 1. Hauptrunde trafen 55 DDR-Ligisten, 15 Bezirksfinalisten sowie die zwei Oberligaabsteiger jeweils aus der Vorsaison aufeinander. Nach einer Zwischenrunde mit 36 Mannschaften griffen die 14 Oberligateams in der 2. Hauptrunde in den Wettbewerb ein. von diesen schieden Wismut Aue, Chemie Böhlen, Chemie Halle, Stahl Riesa und Sachsenring Zwickau bereits nach ihrem ersten Auftritt aus.
Das Achtelfinale überstanden von den sechs verbliebenen Mannschaften der DDR-Liga nur Energie Cottbus und Motor Suhl, die in Liga-Duellen siegreich blieben. Beide mussten jedoch im Viertelfinale gegen die Vorjahresfinalisten Dynamo Dresden und 1. FC Magdeburg die Segel streichen. Im Halbfinale schieden die Dresdner gegen die Berliner Dynamos aus, während der 1. FC Magdeburg mit zwei Siegen gegen den 1. FC Lokomotive Leipzig erneut das Finale erreichte.

## Ausscheidungsrunde
Die Spiele fanden am 5. August 1978 statt.
|                     | Ergebnis |                        |
| ------------------- | -------- | ---------------------- |
| BSG Motor Hermsdorf | 0:3      | SG Dynamo Gera         |
| BSG Stahl Thale     | 3:0      | BSG Aktivist Espenhain |
| BSG Motor Steinach  | 1:6      | SG Dynamo Eisleben     |

## 1. Hauptrunde
Die Spiele fanden am 12. August 1978 statt.
|                                        | Ergebnis              |                                   |
| -------------------------------------- | --------------------- | --------------------------------- |
| BSG Wismut Aue II *                    | 0:2                   | SG Dynamo Gera                    |
| BSG NARVA Berlin *                     | 2:3                   | BSG Motor Eberswalde              |
| BSG Aktivist Brieske-Senftenberg II *  | 2:2 n. V. (3:5 i. E.) | BSG Motor WAMA Görlitz            |
| BSG Chemie Eilenburg *                 | 0:0 n. V. (0:2 i. E.) | BSG Stahl Thale                   |
| BSG Ingenieurhochbau Frankfurt/Oder *  | 1:3 n. V.             | BSG Motor Babelsberg              |
| BSG Einheit Grimmen II *               | 1:4                   | ASG Vorwärts Neubrandenburg       |
| ASG Vorwärts Kamenz *                  | 0:0 n. V. (1:3 i. E.) | BSG Aktivist Schwarze Pumpe       |
| BSG Lokomotive Malchin *               | 2:3                   | SG Dynamo Schwerin                |
| BSG ZWK Nebra *                        | 0:3                   | BSG Aktivist Kali Werra Tiefenort |
| BSG Motor Rathenow *                   | 1:4                   | BSG Chemie Premnitz               |
| BSG Motor Rudisleben *                 | 3:5                   | BSG Motor Suhl                    |
| BSG Lokomotive Stendal *               | 1:0                   | BSG Bergmann Borsig Berlin        |
| BSG Aktivist Kali Werra Tiefenort II * | 2:0                   | BSG Motor Weimar                  |
| BSG Chemie Veritas Wittenberge *       | 1:0                   | TSG Wismar                        |
| BSG Motor Zeulenroda *                 | 1:3                   | BSG Robotron Sömmerda             |
| BSG Fortschritt Weida                  | 3:2 n. V.             | BSG Motor Werdau                  |
| ISG Schwerin Süd                       | 3:2                   | BSG Stahl Blankenburg             |
| BSG Demminer Verkehrsbetriebe          | 1:6                   | ASG Vorwärts Stralsund            |
| BSG Einheit Güstrow                    | 3:3 n. V. (3:4 i. E.) | BSG Schiffahrt/Hafen Rostock      |
| BSG Rotes Banner Trinwillershagen      | 1:1 n. V. (3:2 i. E.) | BSG KKW Greifswald                |
| BSG Traktor Groß Lindow                | 1:4                   | BSG Stahl Brandenburg             |
| BSG Motor Hennigsdorf                  | 0:2                   | BSG Energie Cottbus               |
| SG Dynamo Fürstenwalde                 | 2:0                   | ASG Vorwärts Dessau               |
| BSG Chemie Schönebeck                  | 1:2                   | BSG Stahl Hennigsdorf             |
| BSG MAB Schkeuditz                     | 2:3                   | TSG Gröditz                       |
| ASG Vorwärts Plauen                    | 1:4                   | SG Dynamo Eisleben                |
| BSG Chemie Zeitz                       | 0:3                   | BSG Chemie Leipzig                |
| BSG Motor Ascota Karl-Marx-Stadt       | 1:2                   | BSG Chemie Wolfen                 |
| SG Dynamo Lübben                       | 0:5                   | FC Vorwärts Frankfurt/Oder        |
| BSG Landbau Bad Langensalza            | 3:4                   | BSG Einheit Wernigerode           |
| BSG Motor Nordhausen                   | 1:4 n. V.             | BSG Chemie Buna Schkopau          |
| BSG Stahl Eisenhüttenstadt             | 4:2                   | FSV Lokomotive Dresden            |
| TSG Bau Rostock                        | 2:1                   | BSG Post Neubrandenburg           |
| BSG Motor Wolgast                      | 1:2                   | BSG Chemie PCK Schwedt            |
| BSG Fortschritt Bischofswerda          | 1:1 n. V. (3:4 i. E.) | BSG Wismut Gera                   |
| BSG Rotation Berlin                    | 0:2                   | BSG Aktivist Brieske-Senftenberg  |

## Zwischenrunde
Die Spiele fanden am 16. September 1978 statt.
|                                        | Ergebnis  |                                   |
| -------------------------------------- | --------- | --------------------------------- |
| BSG Lokomotive Stendal *               | 2:1 n. V. | ISG Schwerin Süd                  |
| BSG Aktivist Kali Werra Tiefenort II * | 1:3 n. V. | BSG Motor Suhl                    |
| BSG Chemie Veritas Wittenberge *       | 1:3 n. V. | BSG Einheit Wernigerode           |
| BSG Stahl Thale                        | 2:1       | BSG Wismut Gera                   |
| SG Dynamo Fürstenwalde                 | 3:0       | BSG Chemie Premnitz               |
| SG Dynamo Gera                         | 1:2       | BSG Aktivist Kali Werra Tiefenort |
| BSG Rotes Banner Trinwillershagen      | 0:1 n. V. | TSG Bau Rostock                   |
| SG Dynamo Eisleben                     | 7:1       | BSG Fortschritt Weida             |
| BSG Motor WaMa Görlitz                 | 0:1       | BSG Aktivist Brieske-Senftenberg  |
| ASG Vorwärts Neubrandenburg            | 0:1 n. V. | FC Vorwärts Frankfurt/Oder        |
| ASG Vorwärts Stralsund                 | 1:2       | BSG Chemie PCK Schwedt            |
| BSG Schiffahrt/Hafen Rostock           | 0:3       | BSG Stahl Hennigsdorf             |
| BSG Motor Babelsberg                   | 2:1       | TSG Gröditz                       |
| BSG Chemie Leipzig                     | 1:0       | BSG Aktivist Schwarze Pumpe       |
| BSG Energie Cottbus                    | 3:2       | BSG Stahl Eisenhüttenstadt        |
| BSG Robotron Sömmerda                  | 1:3 n. V. | BSG Chemie Wolfen                 |
| SG Dynamo Schwerin                     | 2:0       | BSG Motor Eberswalde              |

## 2. Hauptrunde
Die Spiele fanden am 14. Oktober 1978 statt.
|                                   | Ergebnis              |                            |
| --------------------------------- | --------------------- | -------------------------- |
| BSG Lokomotive Stendal *          | 1:2                   | 1. FC Union Berlin         |
| BSG Stahl Brandenburg             | 2:1                   | SG Dynamo Schwerin         |
| TSG Bau Rostock                   | 0:4                   | FC Vorwärts Frankfurt/Oder |
| BSG Stahl Thale                   | 1:4 n. V.             | 1. FC Magdeburg            |
| BSG Chemie Wolfen                 | 1:0                   | BSG Sachsenring Zwickau    |
| BSG Aktivist Brieske/Senftenberg  | 0:3                   | SG Dynamo Dresden          |
| BSG Chemie PCK Schwedt            | 0:6                   | Berliner FC Dynamo         |
| BSG Motor Babelsberg              | 0:2                   | 1. FC Lokomotive Leipzig   |
| BSG Motor Suhl                    | 3:1                   | BSG Wismut Aue             |
| SG Dynamo Fürstenwalde            | 0:2                   | FC Hansa Rostock           |
| BSG Einheit Wernigerode           | 3:5                   | FC Rot-Weiß Erfurt         |
| BSG Stahl Hennigsdorf             | 1:0                   | Hallescher FC Chemie       |
| BSG Chemie Leipzig                | 1:1 n. V. (4:3 i. E.) | BSG Stahl Riesa            |
| BSG Energie Cottbus               | 2:1                   | BSG Chemie Böhlen          |
| BSG Aktivist Kali Werra Tiefenort | 0:1                   | FC Karl-Marx-Stadt         |
| SG Dynamo Eisleben                | 1:5                   | FC Carl Zeiss Jena         |

## Achtelfinale
Die Hinspiele fanden am 4. und die Rückspiele am 18. November 1978 statt.
|                            | Gesamt |                       | Hinspiel | Rückspiel |
| -------------------------- | ------ | --------------------- | -------- | --------- |
| BSG Chemie Wolfen          | 1:9    | BSG Motor Suhl        | 0:5      | 1:4       |
| BSG Energie Cottbus        | 3:2    | BSG Stahl Hennigsdorf | 3:0      | 0:2       |
| FC Vorwärts Frankfurt/Oder | 2:3    | 1. FC Magdeburg       | 0:1      | 2:2       |
| FC Rot-Weiß Erfurt         | 7:1    | BSG Stahl Brandenburg | 4:0      | 3:1       |
| 1. FC Union Berlin         | 02:15  | Berliner FC Dynamo    | 1:8      | 1:7       |
| 1. FC Lokomotive Leipzig   | 7:3    | FC Karl-Marx-Stadt    | 3:2      | 4:1       |
| FC Hansa Rostock           | 5:1    | BSG Chemie Leipzig    | 4:0      | 1:1       |
| SG Dynamo Dresden          | 8:0    | FC Carl Zeiss Jena    | 5:0      | 3:0       |

## Viertelfinale
Die Hinspiele fanden am 14. und die Rückspiele am 20. Dezember 1978 statt.
|                     | Gesamt |                          | Hinspiel | Rückspiel |
| ------------------- | ------ | ------------------------ | -------- | --------- |
| Berliner FC Dynamo  | 11:20  | FC Hansa Rostock         | 4:1      | 7:1       |
| FC Rot-Weiß Erfurt  | 3:4    | 1. FC Lokomotive Leipzig | 1:1      | 2:3       |
| 1. FC Magdeburg     | 8:3    | BSG Motor Suhl           | 3:1      | 5:2       |
| BSG Energie Cottbus | 1:6    | SG Dynamo Dresden        | 1:4      | 0:2       |

## Halbfinale
Die Hinspiele fanden am 10. und die Rückspiele am 31. März 1979 statt.
|                    | Gesamt |                          | Hinspiel | Rückspiel |
| ------------------ | ------ | ------------------------ | -------- | --------- |
| 1. FC Magdeburg    | 7:1    | 1. FC Lokomotive Leipzig | 5:1      | 2:0       |
| Berliner FC Dynamo | 2:1    | SG Dynamo Dresden        | 1:0      | 1:1       |

## Finale

### Statistik
| Paarung            | 1. FC Magdeburg – Berliner FC Dynamo |
| Ergebnis           | 1:0 n. V. |
| Datum              | 28. April 1979 |
| Stadion            | Stadion der Weltjugend, Ost-Berlin |
| Zuschauer          | 50.000 |
| Schiedsrichter     | Widukind Herrmann (Leipzig) |
| Tore               | 1:0 Wolfgang Seguin (101.) |
| 1. FC Magdeburg    | Dirk Heyne – Manfred Zapf – Detlef Raugust, Wolfgang Seguin, Klaus Decker – Axel Tyll (106. Siegmund Mewes), Jürgen Pommerenke, Wolfgang Steinbach – Jürgen Sparwasser (106. Holger Döbbel), Joachim Streich, Martin Hoffmann Cheftrainer: Klaus Urbanczyk   |
| Berliner FC Dynamo | Bodo Rudwaleit – Norbert Trieloff – Michael Noack, Rainer Troppa, Artur Ullrich – Frank Terletzki, Reinhard Lauck, Roland Jüngling (100. Bernd Brillat) – Hans-Jürgen Riediger, Ralf Sträßer (70. Hartmut Pelka), Wolf-Rüdiger Netz Cheftrainer: Jürgen Bogs |

### Spielverlauf

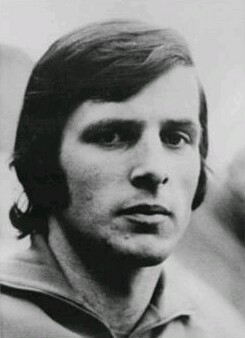
Wolfgang Seguin, Schütze des 1:0

Im 28. Endspiel um den FDGB-Pokal trafen der fünfmalige Pokalgewinner 1. FC Magdeburg und der in der laufenden Oberligasaison mit acht Punkten Vorsprung führende Berliner FC Dynamo aufeinander. Beide Mannschaften begannen das Spiel mit hautnaher Abschirmung der gegnerischen Angreifer und suchten den Erfolg in verbissenen Zweikämpfen. Die Magdeburger gewannen schnell die Oberhand, gewannen die meisten Zweikämpfe und hatten die Berliner Spielgestalter Terletzki und Riediger fest im Griff. Trotzdem kamen beide Mannschaften zu guten Torchancen, die jedoch von beiden Torhütern mit glänzenden Paraden zunichtegemacht wurden. In der zweiten Halbzeit steigerte sich die Magdeburger noch einmal, brachten ihre Mittelfeldreihe noch besser zur Geltung. Ihr Spiel war nun durch hohes Tempo und Angriffsdruck geprägt. Alle ihre Angriffsbemühungen scheiterten jedoch am hervorragenden Torwart Rudwaleit. Ebenso vermochten es die Berliner Angreifer nicht, den Magdeburger Heyne zu überwinden, vergaben aber auch unkonzentriert viele Tormöglichkeiten. Trotz großer Laufbereitschaft und Kampfkraft auf beiden Seiten fiel 90 Minuten lang kein Tor. Es hatte aber bereits zu diesem Punkt bereits den Anschein, als hätte der BFC schon Konditionsschwächen. Folgerichtig fiel dann in der 11. Minute der Verlängerung endlich die Entscheidung: Der FCM erzwang seinen siebenten Eckball, den Sparwasser halbhoch hereingab. Der nach vorn gekommene Vorstopper Seguin hechtete im Flug zum vom Berliner Trieloff abgefälschten Ball und beförderte ihn per Kopf in das Berliner Tor. Obwohl der BFC umgehend noch einmal zwei frische Spieler einwechselte, gelang es ihm nicht, dem Spiel noch eine Wende zu geben. Neben ihrem besseren Zweikampfspiel hatten die Magdeburger auch mit Klaus Decker den besten Mann auf dem Feld, der den gefährlichsten Berliner Hans-Jürgen Riediger sicher im Griff hatte. Schlechtester Akteur auf dem Feld war Schiedsrichter Herrmann, der die zahlreichen Fouls am Magdeburger Stürmer Streich geflissentlich übersah. Trotz dieser Benachteiligung errang der 1. FC Magdeburg in seinem sechsten Endspiel zum sechsten Mal den DDR-Fußballpokal.
Kommentare der Trainer (Volksstimme Magdeburg, 30. April 1979)
„Wir setzten unsere guten Tugenden, Moral und Kampfgeist, in die entsprechende spielerische Leistung um. Nach dem Wechsel, als wir nicht nur die BFC-Spielgestalter ausschalteten, sondern uns immer besser von ihnen wegspielten, wurden wir torgefährlicher.“ – Klaus Urbanczyk, FCM
„Die Magdeburger waren vor allem in der Zweikampfführung besser, wirkten dort bissiger und erzielten so deutliche Vorteile.“ – Jürgen Bogs, BFC